# Fumiya Unoki
Fumiya Unoki (japanisch 鵜木 郁哉 Unoki Fumiya; * 4. Juli 2001 in der Präfektur Chiba) ist ein japanischer Fußballspieler.

## Karriere
Unoki erlernte das Fußballspielen in der Jugendmannschaften des FC Sakura und von Kashiwa Reysol. Seinen ersten Profivertrag unterschrieb er 2019 dort. Der Verein spielte in der zweithöchsten Liga des Landes, der J2 League. 2019 wurde der Verein Meister der zweiten Liga und stieg in die erste Liga auf. Dort kam Unoki 2020 auch zu seinen ersten Ligaspielen, ansonsten wurde er fast nur in Pokalwettbewerben eingesetzt. Im Sommer 2022 wechselte der Stürmer auf Leihbasis zum Zweitligisten Mito Hollyhock. Nach 35 Zweitligaspielen kehrte er im Januar 2024 zu Kashiwa zurück. 2024 wurde er achtmal in der Liga eingesetzt. Im Februar 2025 wechselte er auf Leihbasis nach Iwaki zum Zweitligisten Iwaki FC.